# Megalohyrax
Megalohyrax ("grote klipdas") is een geslacht van uitgestorven herbivore hyracoïde zoogdieren uit het Onder-Oligoceen, ongeveer 33-30 miljoen jaar geleden. De fossielen zijn gevonden in Afrika en in Klein-Azië.

## Kenmerken
Dit dier was heel anders dan de huidige klipdassen en de afmetingen waren ook veel groter. Het lichaam kan meer dan honderdvijftig centimeter lang zijn geweest en in het algemeen kon Megalohyrax de grootte van een tapir bereiken. In het verleden (Andrews, 1906) is het uiterlijk van dit dier vergeleken met dat van een klein en gedrongen paard, maar in werkelijkheid hebben latere studies vastgesteld dat de morfologie van Megalohyrax heel anders was dan die van de archaïsche paardachtigen. De benen waren sterk en het lichaam was bijzonder massief.
De schedel was lang en laag, in tegenstelling tot die van de huidige klipdassen en kon wel veertig centimeter lang worden. De schedel had een sterke lambdoïde kam en een primitief alisphenoid kanaal, een inkeping voor de kleine palatine neurovasculaire groep, oogkassen niet naar voren gepositioneerd en in breed contact tussen de bovenkaak en de voorkant, alle kenmerken die niet aanwezig zijn bij de huidige klipdassen. De tandformule van Megalohyrax bestond uit drie snijtanden, één hoektand, vier premolaren en drie kiezen. In tegenstelling tot andere hyracoïden die in dezelfde tijd en in dezelfde periode leefden, bezat Megalohyrax een algemeen gebit, bestaande uit bunoselenodonti-elementen en (zoals veel archaïsche klipdassen) met submolariforme premolaren.

## Classificatie
Benoemd in 1903 door Charles William Andrews, werd Megalohyrax beschouwd als de grootste bekende klipdas. De typesoort is Megalohyrax eocaenus, gevonden in het El-Fayoem-gebied in Egypte. Andrews schreef andere soorten die in hetzelfde gebied werden gevonden toe aan het geslacht Megalohyrax (M. minor, M. major), die echter varianten van dezelfde vorm zouden kunnen zijn. In ieder geval zijn de overblijfselen van Megalohyrax heel gewoon in de Fayoem en zijn ze bekend door de hele reeks. In 1979 beschreef Sudre een andere soort Megalohyrax, M. gevini, afkomstig uit bodems van het lager/midden Eoceen van Algerije, maar momenteel wordt deze soort niet meer toegeschreven aan Megalohyrax. Andere fossielen die aan dit geslacht worden toegeschreven, zijn gevonden in Saoedi-Arabië en Ethiopië. Megalohyrax maakt deel uit van een clade van uitgestorven klipdassen bekend als Pliohyracidae, bestaande uit kleine tot middelgrote vormen (bijv. Saghatherium) maar ook gigantische vormen (Titanohyrax).